# وولت
وولت (انگلیسی: Wolt) شرکت صنایع غذایی فنلاندی است، که در سال ۲۰۱۴ تأسیس شد.